# Milagros Consarnau i Sabaté
Milagros Josefa Consarnau i Sabaté (l'Ametlla de Mar, 6 de març de 1902 – Barcelona, 15 d'abril de 1981) fou una mestra catalana.
Filla de Trinitat Sabaté, era la petita de cinc germans. Va estudiar Magisteri a Tarragona i el 1934 va començar a treballar a l'Hospitalet de Llobregat. Va estar a l'escola Verge de Núria fins a la seva jubilació.
El 27 de novembre de 1963, i per primera vegada, es van concedir dos premis nacionals a mestres de la ciutat: a Miracle Consarnau i a Juan Silva, premis que els van ser atorgats per la seva eficiència i plena dedicació a una excel·lent tasca professional.
El 26 d'abril de 1973, l’Ajuntament de la ciutat li va concedir la Medalla de l’Hospitalet com a reconeixement per la seva tasca docent i cultural a la ciutat. Van assistir a l'acte de lliurament la inspectora de zona, Rosario Rodríguez Seijas; l'alcalde, José Maties de España; el regidor de Cultura, José Ferrando, i la inspectora d'educació primària, Dolores Tenas, junt amb altres membres del consistori, amics i veïns.

La ciutat de l'Hospitalet va dedicar-li una plaça al barri de Santa Eulàlia i, al costat de la mateixa plaça, una escola pública que porta el seu nom i que fou inaugurada al març de 1974. Actualment l'Escola Milagros Consarnau, ubicada al carrer de l'Aprestadora, num. 30, és un centre educatiu d'infantil i primària.